# Song Bum-keun
Song Bum-keun (송범근?; Seongnam, 15 ottobre 1997) è un calciatore sudcoreano, portiere del Jeonbuk Hyundai.

## Carriera

### Club
Ha giocato nella prima divisione sudcoreana ed in quella giapponese.

### Nazionale
Nel 2020 prende parte con la nazionale under-20 sudcoreana al campionato mondiale di categoria.
Nel 2021 viene convocato dalla nazionale olimpica sudcoreana per prendere parte alle Olimpiadi di Tokyo. Debutta il 22 luglio in occasione del match perso 1-0 contro la Nuova Zelanda.

## Statistiche
Statistiche aggiornate al 19 marzo 2023.

### Presenze e reti nei club
| Stagione               | Squadra                | Campionato             | Campionato | Campionato | Coppe nazionali | Coppe nazionali | Coppe nazionali | Coppe continentali | Coppe continentali | Coppe continentali | Altre coppe | Altre coppe | Altre coppe | Totale | Totale | Totale |
| Stagione               | Squadra                | Comp                   | Pres       | Reti       | Comp            | Pres            | Reti            | Comp               | Pres               | Reti               | Comp        | Pres        | Reti        | Pres   | Reti   |        |
| ---------------------- | ---------------------- | ---------------------- | ---------- | ---------- | --------------- | --------------- | --------------- | ------------------ | ------------------ | ------------------ | ----------- | ----------- | ----------- | ------ | ------ | ------ |
| 2018                   | Jeonbuk Hyundai        | KL1                    | 30         | -18        | CCS             | 0               | 0               | ACL                | 8                  | -10                |             | -           | -           | 38     | -28    |        |
| 2019                   | Jeonbuk Hyundai        | KL1                    | 38         | -32        | CCS             | 0               | 0               | ACL                | 8                  | -5                 |             | -           | -           | 46     | -37    |        |
| 2020                   | Jeonbuk Hyundai        | KL1                    | 27         | -21        | CCS             | 5               | -5              | ACL                | 5                  | -10                |             | -           | -           | 37     | -36    |        |
| 2021                   | Jeonbuk Hyundai        | KL1                    | 37         | -35        | CCS             | 0               | 0               | ACL                | 2                  | -4                 |             | -           | -           | 39     | -39    |        |
| 2022                   | Jeonbuk Hyundai        | KL1                    | 35         | -34        | CCS             | 4               | -4              | ACL                | 2                  | -2                 |             | -           | -           | 41     | -40    |        |
| Totale Jeonbuk Hyundai | Totale Jeonbuk Hyundai | Totale Jeonbuk Hyundai | 167        | -140       |                 | 9               | -9              |                    | 25                 | -31                |             | -           | -           | 201    | -180   |        |
| 2023                   | Shonan Bellmare        | J1                     | 5          | -8         | CI              | 0               | 0               |                    | -                  | -                  |             | -           | -           | 5      | -8     |        |
| Totale carriera        | Totale carriera        | Totale carriera        | 172        | -148       |                 | 9               | -9              |                    | 25                 | -31                |             | -           | -           | 206    | -188   |        |

### Cronologia presenze e reti in nazionale
| Cronologia completa delle presenze e delle reti in nazionale ― Corea del Sud | Cronologia completa delle presenze e delle reti in nazionale ― Corea del Sud | Cronologia completa delle presenze e delle reti in nazionale ― Corea del Sud | Cronologia completa delle presenze e delle reti in nazionale ― Corea del Sud | Cronologia completa delle presenze e delle reti in nazionale ― Corea del Sud | Cronologia completa delle presenze e delle reti in nazionale ― Corea del Sud | Cronologia completa delle presenze e delle reti in nazionale ― Corea del Sud | Cronologia completa delle presenze e delle reti in nazionale ― Corea del Sud |
| Data                                                                         | Città                                                                        | In casa                                                                      | Risultato                                                                    | Ospiti                                                                       | Competizione                                                                 | Reti                                                                         | Note                                                                         |
| ---------------------------------------------------------------------------- | ---------------------------------------------------------------------------- | ---------------------------------------------------------------------------- | ---------------------------------------------------------------------------- | ---------------------------------------------------------------------------- | ---------------------------------------------------------------------------- | ---------------------------------------------------------------------------- | ---------------------------------------------------------------------------- |
| 24-7-2022                                                                    | Toyota                                                                       | Corea del Sud                                                                | 3 – 0                                                                        | Hong Kong                                                                    | Coppa dell'Asia orientale 2022                                               | -                                                                            |                                                                              |
| Totale                                                                       |                                                                              | Presenze                                                                     | 1                                                                            |                                                                              | Reti                                                                         | 0                                                                            |                                                                              |

## Palmarès

### Club

#### Competizioni nazionali
- Campionato sudcoreano: 4

Jeonbuk Hyundai: 2018, 2019, 2020, 2021
- Coppa della Corea del Sud: 2

Jeonbuk Hyundai: 2020, 2022

### Nazionale
- Giochi asiatici: 1

2018
- Coppa d'Asia Under-23: 1

2020